# Любомир Бончев
Любомир Живков Бончев е български политик от БКП.

## Биография
Роден е в село Медовница (община Димово) на 1 септември 1931 г. Завършва Висшия институт за народно стопанство във Варна през 1955 г.
След дипломирането си започва работа в МЗ „Георги Димитров“ във Видин. Между 1955 и 1961 г. е последователно плановик, началник на отдел и заместник-директор на завода. През 1961 г. започва работа в Окръжния комитет на БКП във Видин като завеждащ отдел „Промишленост“. От 1967 до 1969 г. е секретар на ОК на БКП във Видин. Между 1969 и 1972 г. е първи секретар на Градския комитет на БКП във Видин, а от 1972 г. е първи секретар на Окръжния комитет на БКП в града.
От 25 април 1971 до 2 април 1976 г. е член на Централната контролно-ревизионна комисия на БКП, а от 2 април 1976 до 4 април 1981 г. е кандидат-член на ЦК на БКП. След това е първи заместник-председател на Софийския градски народен съвет. По-късно е дипломат в Посолството в Прага, Чехословакия.